# Alsjärv
Alsjärv är en sjö i Överkalix kommun i Norrbotten och ingår i Kalixälvens huvudavrinningsområde. Sjön har en area på 4,92 kvadratkilometer och ligger 39 meter över havet. Sjön avvattnas av vattendraget Alsån (Pilkån).

## Delavrinningsområde
Alsjärv ingår i det delavrinningsområde (738568-181556) som SMHI kallar för Utloppet av Alsjärv. Medelhöjden är 77 meter över havet och ytan är 25,1 kvadratkilometer. Räknas de 7 avrinningsområdena uppströms in blir den ackumulerade arean 245,41 kvadratkilometer. Alsån (Pilkån) som avvattnar avrinningsområdet har biflödesordning 2, vilket innebär att vattnet flödar genom totalt 2 vattendrag innan det når havet efter 87 kilometer. Avrinningsområdet består mestadels av skog (67 procent). Avrinningsområdet har 4,98 kvadratkilometer vattenytor vilket ger det en sjöprocent på 19,8 procent.